# Twierdzenie Zermela
Twierdzenie Zermela a. twierdzenie o dobrym uporządkowaniu – twierdzenie teorii mnogości zapewniające (na gruncie teorii ZFC), że na każdym zbiorze można wprowadzić relację dobrego porządku. Opublikowane w 1904 roku przez Ernsta Zermela.

## Wnioski
Dla dowolnych dwóch zbiorów {\displaystyle X} i {\displaystyle Y} zachodzi
{\displaystyle {\overline {X}}\geqslant {\overline {Y}}} lub {\displaystyle {\overline {Y}}\geqslant {\overline {X}},}
gdzie przez {\displaystyle {\overline {X}}} oznacza moc zbioru {\displaystyle X.} Oznacza to, że
Moce dowolnych zbiorów są porównywalne
Jest tak, gdyż z twierdzenia Zermela każdy z danych dwóch zbiorów można dobrze uporządkować, a zatem zgodnie z twierdzeniem o zbiorach dobrze uporządkowanych jeden z nich jest odcinkiem początkowym drugiego, a co za tym idzie ma moc mniejszą lub równą od niego.

## Związek z aksjomatem wyboru
Na gruncie teorii ZF zachodzi równoważność pomiędzy aksjomatem wyboru a twierdzeniem Zermela, tj. zakładając na gruncie ZF jedno z nich można udowodnić drugie.
Twierdzenie Zermela pociąga aksjomat wyboru
Istotnie, niech {\displaystyle {\mathcal {F}}} będzie dowolną rodziną niepustych zbiorów. Z twierdzenia Zermela wynika, że istnieje dobry porządek {\displaystyle \leqslant } na zbiorze {\displaystyle F=\bigcup {\mathcal {F}}.} W szczególności każdy niepusty podzbiór zbioru {\displaystyle F} ma element najmniejszy względem porządku {\displaystyle \leqslant .} Jednakże dla każdego {\displaystyle A\in {\mathcal {F}}} zachodzi inkluzja {\displaystyle A\subseteq F.} Wynika stąd, że przyporządkowanie
{\displaystyle A\mapsto \min {}_{\leqslant }A\quad (A\in {\mathcal {F}})}
jest funkcją wyboru na {\displaystyle {\mathcal {F}},} gdzie {\displaystyle \min {}_{\leqslant }A} oznacza element najmniejszy w {\displaystyle A} względem relacji {\displaystyle \leqslant .}